# Hanif Abbasi
Muhammad Hanif Abbasi (em urdu: محمد حنيف عباسى; nascido em 4 de janeiro de 1966), mais conhecido como Hanif Abbasi, é um empresário e político paquistanês. Ele foi membro da Assembleia Nacional do Paquistão de 2002 a 2008 e, novamente, de 2008 a 2013.
Em 21 de julho de 2018, ele foi acusado e condenado à prisão perpétua por um tribunal antidrogas em um caso de cisão de efedrina. Ele também foi desqualificado para a vida de concorrer a cargos públicos.

## Início da vida e educação
Abbasi nasceu em 4 de janeiro de 1966 em Rawalpindi. Ele se formou na Faculdade Cristã Forman e na Universidade de Punjab.

## Carreira política
Abbasi começou sua carreira política como membro do Jamaat-e-Islami, mas depois se juntou à Liga Muçulmana do Paquistão-N (PML-N) em 2008.
Ele foi eleito pela primeira vez como membro da Assembleia Nacional do Paquistão de NA-56 (Rawalpindi VII) como candidato a Muttahida Majlis-e-Amal (MMA) e derrotou o sobrinho Sheikh Rashid Ahmad, Sheikh Rashid Shafiq nas eleições de 2002.
Nas eleições gerais paquistanesas de 2008, Abbasi ingressou na Liga Muçulmana do Paquistão-N (PML-N) e foi novamente eleito membro da Assembleia Nacional do Paquistão do NA-56 (Rawalpindi VII) na chapa da Liga Muçulmana do Paquistão-N (N) (PML-N) e derrotou o ex-ministro Sheikh Rashid Ahmad.
Nas eleições gerais paquistanesas de 2013, ele novamente disputou a eleição do NA-56 (Rawalpindi VII) como candidato da Liga Muçulmana do Paquistão (N) (PML-N) e foi derrotado por Imran Khan.

## Desqualificação
Abbasi é dono de um negócio farmacêutico de atacado e varejo que ele administra sob a empresa chamada Gray Pharmaceutical.
Em junho de 2012, a Força Anti-Narcóticos (ANF) entrou com um processo no Supremo Tribunal de Lahore, alegando que Abbasi e vários colegas usaram indevidamente 500 quilos de efedrina, que foram comprados para produzir medicamentos em 2010.
Em 11 de junho de 2018, o juiz Ibadur Rehman Lodhi, do banco Rawalpindi, do Supremo Tribunal de Lahore, ordenou que o juiz do tribunal especial ouvisse o caso diariamente a partir de 16 de julho e anunciaria o veredito em 21 de julho de 2018.
Em 21 de julho de 2018, o tribunal de Controle de Substâncias Narcotóxicas concedeu prisão perpétua e multa de 1 milhão de multas a Abbasi em seu veredicto. Ele foi levado sob custódia do tribunal e posteriormente foi preso.